# Irina Loskova
Irina Loskova ist eine deutsche Pianistin und Musikpädagogin, die aus Russland stammt.

## Leben und Wirken
Irina Loskova erhielt ab dem Alter von vier Jahren Klavierunterricht und gab als Neunjährige ihr erstes öffentliches Konzert. Ihr Studium als Konzertpianistin, Liedbegleiterin, Kammermusikerin und Klavierpädagogin absolvierte sie bei Jury Ponizovkin am Moskauer Gnessin-Institut und diplomierte im Jahr 1999 und wurde mit dem Stipendium „Neue Namen“ des Kulturministeriums der Russischen Föderation ausgezeichnet. Loskova setzte anschließend ihr Studium bei Walter Blankenheim in Saarbrücken sowie bei François-René Duchâble und Jean-François Heisser in Paris fort.
Als Solistin, Kammermusikerin und in Liederabenden konzertierte sie zum Beispiel in Paris, Berlin, Salzburg,  Frankfurt am Main, Karlsruhe, Darmstadt (dort mehrfach am Staatstheater Darmstadt), Pfungstadt, Bad Pyrmont, und Görlitz. Sie trat außerdem in verschiedenen Städten in Frankreich auf sowie in Italien. Zum Holocaust-Gedenktag 2018 gab sie auf Einladung der Gesellschaft für Christlich-Jüdische Zusammenarbeit zusammen mit Irith Gabriely (Klarinette) ein Konzert in Kassel.
Dabei konzertierte sie ab 2014 mehrfach mit der Sopranistin Olga Romanko und der Mezzo-Sopranistin Luisa Islam-Ali-Zade und begleitete Sänger wie Eva Lind und Marco Mimica. Engere Zusammenarbeit bestand auch mit Klaus Wallendorf, Wenzel Fuchs, Martin Stegner, Matthieu Dufour (alle vier Berliner Philharmoniker), Eric Terwilliger (Symphonieorchester des Bayerischen Rundfunks), Brigitte Eisenfeld, Reiner Goldberg, Albert Pesendorfer, Laura Aikin, Wilja Mosuraitis, Martin Muehle, Christina Poulitsi, Nadja Mchantaf, Paata Burtschuladse und Robert Gambill.
Für den Dokumentarfilm L’insaisissable Albert Kahn des Regisseurs Robin Hunzinger, eine Gemeinschaftsproduktion von Bix Films und France Télévisions von 2012, spielte sie das Stück Le Glas von Vincent d’Indy ein.
Für das Label Capriccio und Deutschlandfunk Kultur hat sie 40 Lieder des tschechischen Komponisten Miloslav Kabeláč mit dem Kinderchor der Deutschen Oper Berlin im Rahmen der Gesamtwerkeinspielung aufgenommen.
Loskova war 2014 Jury-Mitglied beim Internationalen Klavierwettbewerb „Nuova Coppa Pianisti“ im italienischen Osimo.
Sie war die musikalische Leiterin der Operetten "Frau Luna" (2020) und "Der Vetter aus Dingsda" (2021) bei der Volksbühne Michendorf.

## Lehrtätigkeit
Loskova war langjährige Begleiterin der Vokalklasse von Christiane Hampe an der Musikhochschule Karlsruhe, unterrichtete Klavier am Conservatoire Russe „Alexandre Scriabine“ und im Conservatoire Municipal „Gustave Charpentier“ in Paris und an der Daniel-Barenboim-Stiftung in Berlin. Sie war Dozentin an der Barenboim-Said-Akademie, Klavierbegleiterin (Aushilfe) des Rundfunkchors Berlin und ist Dozentin an der Universität der Künste Berlin (Musikalische Einstudierung und Begleitung der Opernproduktionen).